# Garnizon Skwierzyna

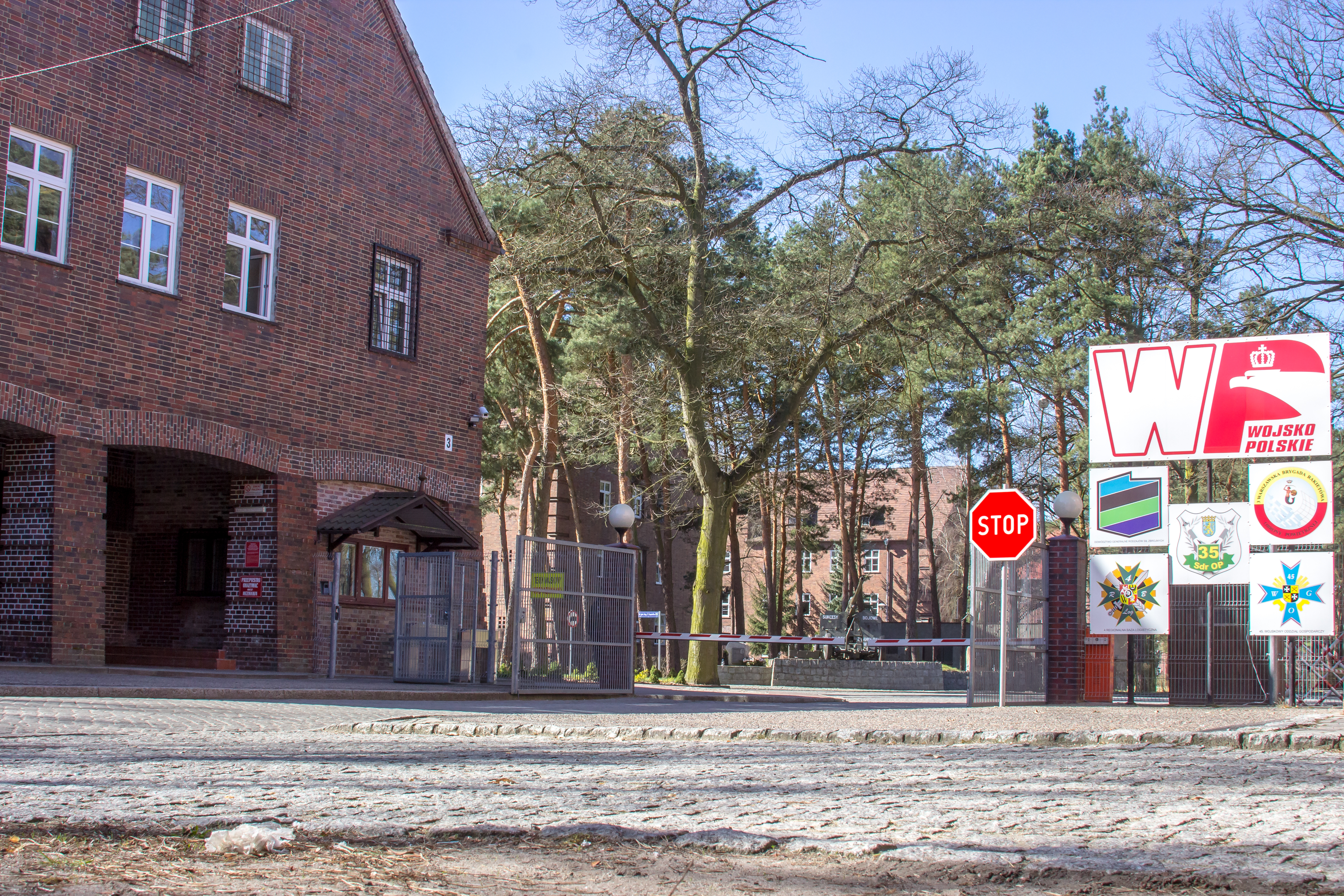
Brama główna koszar w Skwierzynie (2017)

Garnizon Skwierzyna – współczesny garnizon Wojska Polskiego i United States Army; pierwotnie garnizon armii koronnej Korony Królestwa Polskiego w ramach wojska Rzeczypospolitej Obojga Narodów, a w różnych późniejszych okresach – kolejno także: armii pruskiej, Armii Księstwa Warszawskiego z armią saską i Wielką Armią, Armii Cesarstwa Niemieckiego, Reichswehry, Wehrmachtu oraz Armii Radzieckiej.
Zgodnie z Rozporządzeniem Ministra Obrony Narodowej z dnia 25 kwietnia 2012 Garnizon Skwierzyna obejmuje swym zasięgiem miasto i Gminę Skwierzyna, miasto Gorzów Wielkopolski i powiat gorzowski, powiat strzelecko-drezdenecki oraz część powiatu międzyrzeckiego (z wyłączeniem gmin: Międzyrzecz, Pszczew i Trzciel).

## Historia

### Rzeczpospolita Obojga Narodów
- 1714 po raz pierwszy w Skwierzynie ulokowano wojsko polskie.

### Królestwo Prus
- 1795 w Skwierzynie założono pierwszy garnizon pruski. Stacjonowała tutaj kompania pruskiego korpusu inwalidów (Invalidenkorp), w składzie 3 oficerów, jeden sierżant, 7 podoficerów, 2 muzykantów i 148 żołnierzy, w tym 75 żonatych, których ulokowano w prywatnych kwaterach. Jednostka pozostała w mieście do 1807 roku[2].

### Księstwo Warszawskie
- 1813 zakwaterowano w Skwierzynie 2000 kawalerzystów włoskich z armii Napoleona.

### Wielkie Księstwo Poznańskie
- 1833 na Gollmützer Felde (Chełmskim Polu) odbyły się manewry kawalerii, którymi dowodził Fryderyk Wilhelm.
- 1846 podczas powstania wielkopolskiego w mieście stacjonował 2. pułk dragonów ze Schwedt oraz krótko pułk piechoty.

### Rzesza Niemiecka
Podczas działań I wojny światowej 1914–1918 stacjonował tu 2 rezerwowy batalion (2 Landwehr-Ersatz-Btl. LIR 46) 46 dolnośląskiego pułku piechoty (Landwehr-Infanterie-Regiment Nr. 46). W związku z tym, że w mieście nie było koszar jednostkę ulokowano w szkołach. Dowództwo batalionu mieściło się w ratuszu, a seminarium nauczycielskie (dzisiejszy budynek liceum) służyło jako szpital wojskowy. Batalion został rozwiązany tuż po wojnie.
Około roku 1934 rozpoczęły się starania urzędników miejskich o powstanie w mieście garnizonu wojskowego.
W 1935 Skwierzyna została siedzibą powiatowego wojskowego urzędu meldunkowego, którym kierował mjr Höhbaum.
Wniosek o budowę koszar władze państwowe przyjęły w październiku 1937, a 21 grudnia tego roku rozpoczęto budowę, którą nadzorowała administracja garnizonowa z Frankfurt an der Oder. Na wykupionych gruntach leżących pomiędzy drogami państwowymi Küstrin, Semmritz, Althöfchen i Blesen o powierzchni 104 ha 82 a i 92 m² stworzono plac ćwiczeń. W tym samym czasie koło dworca Schwerin-Stadtforst Bf oddano wojsku teren, na którym zbudowano strzelnicę.
27 września 1938 roku komenda główna wojska nakazała natychmiastowe utworzenie administracji garnizonowej w Skwierzynie. 1 listopada 1938 roku otwarto kasę garnizonową i urząd płac, którego naczelnikiem został przeniesiony z Kostrzyna płatnik sztabowy – Walter, a z administracji garnizonowej Landsberg przeniesiony został główny płatnik Buschner.
Rok później zakończono budowę koszar, w których od października stacjonować zaczął 1. batalion (I./Grz.Inf.Rgt.123) ze 123. pułku piechoty granicznej – Grenz-Infanterie-Regiment 123, a w listopadzie do koszar przybyło regularne wojsko (Stammmannschaften).
W 1939 roku rozpoczęto budowę osiedla dla kadry oficerskiej garnizonu. Po wybuchu II wojny światowej w skwierzyńskich koszarach zakwaterowano zmotoryzowane jednostki wojskowe. Przy ulicy Am Stadtpark 2 (dzisiejsza ul. Parkowa) zbudowano willę dla dowódcy pułku, a dla dowódcy batalionu dom przy Landsberger Straße 24 (dzisiejsza ul. Gorzowska). Budowę tych budynków zakończono w 1940 roku.

### Polska Ludowa
25 listopada 1945 roku skwierzyńskie koszary objęło Ludowe Wojsko Polskie. 9 maja 1948 roku marszałek Michał Rola-Żymierski wręczył sztandar 15. pułkowi piechoty. W okresie powojennym w Skwierzynie stacjonowały:
- 15. pułk piechoty (1945-1957, JW 1594)
- 22. pułk artylerii lekkiej (1945–1946, JW 2716)
- 6. samodzielny dywizjon artylerii zmotoryzowanej → 6. dywizjon artylerii przeciwpancernej (JW 2465 → JW 2813)
- 26. dywizjon artylerii przeciwlotniczej → 128. pułk artylerii przeciwlotniczej (1960-1975, JW 1517)
- 26. samodzielna kompania radiotechniczna (JW 1517J)[5] → 26. kompania dowodzenia szefa OPL[6]
- 35. batalion inżynieryjno-budowlany (1961–1962, JW 4479)
- 11 Polowa Techniczna Baza Rakietowa (1963-1992, JW 1480)
- pułk Obrony Terytorialnej → Zielonogórski Pułk Obrony Terytorialnej (1964-1975, JW 2724)
- posterunek radiotechniczny 10. pułku rozpoznania systemów radiolokacyjnych (1969-1974, JW 1401)
- 79. Garnizonowy Punkt Zaopatrywania (1973-1997, JW 5399)

oraz jednostki radzieckie od 1945 do lat 70. XX wieku.

### III Rzeczpospolita
Od czasu likwidacji w 1999 r. Garnizonu Gorzów Wielkopolski, także instytucje wojskowe nadal działające w Gorzowie Wielkopolskim zostały przyporządkowane do Garnizonu Skwierzyna. 23 października 2015 r. odbyły się uroczystości z okazji 70-lecia Garnizonu Skwierzyna, w których wzięła udział m.in. wojewoda lubuski Katarzyna Osos.

#### Jednostki rozformowane w XXI w.
- 28 Batalion Dowozu Amunicji (1966-2008, JW 3890)
- 22 Polowa Techniczna Baza Przeciwlotnicza (1975-2011, JW 1680)
- 61 Brygada Wojsk Obrony Przeciwlotniczej → 61 Brygada Przeciwlotnicza → 61 Skwierzyńska Brygada Rakietowa Obrony Powietrznej → 61 Skwierzyński Pułk Rakietowy Obrony Powietrznej (1976-2011, JW 2211)
- Wojskowa Administracja Koszar (do 2011)
- duszpasterstwo wojskowe (do 2013)
- Klub Garnizonowy (do 2011)
- Skład Skwierzyna 4 Regionalnej Bazy Logistycznej (2011–2017)
- Oddział Terenowy w Gorzowie Wlkp. Agencji Mienia Wojskowego (do 2015)
- Oddział w Skwierzynie Wojskowej Specjalistycznej Przychodni Lekarskiej SPZOZ w Gorzowie Wielkopolskim (do 2019)
- Wojskowa Komenda Uzupełnień w Gorzowie Wielkopolskim (do 2022)
- Wojskowa Pracownia Psychologiczna w Gorzowie Wielkopolskim (do 2022)

#### Jednostki współczesne
- 35 Skwierzyński Dywizjon Rakietowy Obrony Powietrznej (od 2011, JW 3949)
- 151 Batalion Lekkiej Piechoty 12 Wielkopolskiej Brygady Obrony Terytorialnej
- pluton namierzania radiowego 6 Ośrodka Radioelektronicznego
- Grupa Zabezpieczenia Skwierzyna 45 Wojskowego Oddziału Gospodarczego
- Węzeł Teleinformatyczny Regionalnego Centrum Informatyki Wrocław (od 2018)
- Wojskowe Centrum Rekrutacji w Gorzowie Wielkopolskim (od 2023)
- Wojskowa Specjalistyczna Przychodnia Lekarska SPZOZ w Gorzowie Wielkopolskim[8]

Od stycznia 2017 w Skwierzynie funkcjonuje baza Armii Amerykańskiej, w której rotacyjnie stacjonują:
- 64 Batalion Wsparcia Brygady (2017)[10], (2022)
- 299 Batalion Wsparcia Brygady (2017–2018)[11][12], (2022–2023)
- 115 Batalion Wsparcia Brygady (2018)[13], (2021), (2024)
- 101 Batalion Wsparcia Brygady (2019), (2021–2022)[14]
- 15 Batalion Wsparcia Brygady (2019–2020)[15], (2023)
- 47 Batalion Wsparcia Brygady (2020)
- 703 Batalion Wsparcia Brygady (2023–2024)
- 3 Batalion Wsparcia Brygady (2025)